# 荒川区立汐入東小学校
荒川区立汐入東小学校（あらかわくりつしおいりひがししょうがっこう）は、東京都荒川区南千住8丁目にある公立小学校。

## 概要
- 本校は、荒川区北東端の南千住8丁目にある学校である。

## 沿革
- 2010年（平成22年）4月 - 汐入小学校の一部学区を分離し、開校[2][3]。
- 2020年（令和2年）
  - 3月 - 新型コロナウイルス感染拡大の影響により、5月まで本校を含む荒川区内全小中学校が臨時休校[3]。
  - 6月 - 延期された始業式と令和2年度入学式を挙行[3]。
  - 10月 - 創立10周年記念式典挙行[4]。

## 校歌
- 作詞:谷川俊太郎・作曲:林光

## 児童数
2023年（令和5年）4月6日時点
| 学年 | 1年 | 2年 | 3年 | 4年 | 5年 | 6年 | 特別支援 | 合計 |
| ---- | --- | --- | --- | --- | --- | --- | -------- | ---- |
| 学級 | 2   | 3   | 3   | 3   | 3   | 4   | -        | 18   |
| 児童 | 69  | 80  | 90  | 96  | 97  | 124 | -        | 556  |

## 校区
出典
- 南千住8丁目（6番～18番）

## 進学先中学校
出典
公立中学校に進学する場合
- 荒川区立第三中学校

## 学校周辺
- 荒川区立汐入こども園 - 同一建物内かつ、進学前こども園のひとつ。
- 荒川区立第三中学校 - 荒川区道をはさんで、敷地が隣接。
- 都立汐入公園 - 荒川区道をはさんで、敷地が隣接。
- BELISTA都立汐入公園 - 敷地が隣接。
- 都営南千住八丁目第2アパート
- はなみずき通り北七番館
- 隅田川
- 東京都道314号言問大谷田線
  - 千住汐入大橋 - 隅田川に架かる橋
- 東京ほくと医療生活協同組合汐入診療所
- 保育園ミルキーグループにじの森保育園 - 進学前保育園のひとつ。

## アクセス
- 都営バス「錦40」・「上46」の各系統で、「荒川区立第三中学校前」バス停下車後、すぐ近く。
- JR東日本常磐線・首都圏新都市鉄道つくばエクスプレス線（TX）・東京メトロ日比谷線南千住駅（JRとTXは東出口・東京メトロは北出口）から、徒歩約1.42km・約22分。
- 京成電鉄本線京成関屋駅（足立区・出口1）から、徒歩約770m・約12分。
- 東武鉄道伊勢崎線（東武スカイツリーライン）牛田駅（足立区）から、徒歩約840m・約13分。